# Patrolsari
Patrolsari is een bestuurslaag in het regentschap Bandung van de provincie West-Java, Indonesië. Patrolsari telt 7602 inwoners (volkstelling 2010).